# Axafii
Axafii (árabe: ٱلشَّافِعِيّ, romanizado: al-Shāfiʿī; 767-820) foi um muçulmano sunita jurista, tradicionalista, teólogo, asceta e epônimo da escola xafeíta de jurisprudência islâmica. Ele é conhecido por estar entre os primeiros contribuidores para os Princípios da jurisprudência islâmica, tendo sido o autor de uma das primeiras obras sobre o assunto: al-Risala. Seu legado e ensino sobre o assunto conferiram a este uma forma sistemática, "influenciando fundamentalmente as gerações seguintes que estão sob seu impacto direto e óbvio" e "iniciando uma nova fase no desenvolvimento da teoria jurídica."
Nascido em Gaza, Palestina, no clã Banu Mutalibe da tribo dos coraixitas, ele foi realocado aos dois anos de idade e criado em Meca. Mais tarde, ele residiu em Medina, no Iêmen, em Bagdá, no Iraque, e no Egito, e também serviu como juiz por algum tempo em Najrã.